# Districtul Dan Chang
Dan Chang (în thailandeză ด่านช้าง) este un district (Amphoe) din provincia Suphanburi, Thailanda, cu o populație de 67.011 locuitori și o suprafață de 1.193,6 km².